# نصرالله توکلی نیشابوری
نصرالله توکلی نیشابوری (زاده ۱۳۰۷ – درگذشته ۱۰ اسفند ۱۳۹۶ در تهران) سرهنگ تکاور نیروی زمینی ارتش جمهوری اسلامی ایران و به مدت ۲ ماه از اسفند ۱۳۵۷ تا اردیبهشت ۱۳۵۸ فرمانده ستاد عملیاتی ارتش بود.

## تحصیلات
توکلی تحصیلات ابتدایی را در نیشابور گذراند بعد از آن به تهران بازگشت و سال ۱۳۲۴ وارد دانشکده افسری شد. و در سال ۱۳۲۷ با درجه ستوان دومی رسته پیاده فارغ‌التحصیل گشت. سپس در سال ۱۳۳۰ برای گذراندن دوره عالی پیاده‌نظام به آکادمی نظامی سن سیر فرانسه رفت و در سال ۱۳۳۱ از این آکادمی فارغ‌التحصیل شد. او همچنین دوره‌های مختلف در زمینه دفاع شیمیایی - هسته‌ای، ضد شورش و دوره‌های دژبانی را در انگلستان و آمریکا گذراند.
توکلی اولین فرد نظامی بود که دوره دافوس را (در دانشگاه جنگ کویته) گذارند.
او در سال ۱۳۲۶ توانست به مقام قهرمانی کشتی آزاد و فرنگی دست یابد.

## سوابق نظامی
نصرالله توکلی خدمت خود را در رسته‌های مختلف ارتش انجام داد: فرماندهی پادگان رینه، فرماندهی گردان مستقل تفنگداران دریایی جنوب (تکاوران نیروی دریایی)(۱۳۴۳–۱۳۴۴)، عضویت در :(اداره طرح ستاد کل ارتش، ستاد فرماندهی لجستیک، طرح‌های پنج و هفت ساله ارتقاء ارتش (بابک، مازیار، افشین، ابرومات)، نماینده تام‌الاختیار نظامی ایران در پاکستان(۱۳۴۴–۱۳۴۹)

## فعالیت‌های سیاسی
توکلی از جمله افرادی بود که در گروه افسران ملی در زمان حکومت ملی دکتر مصدق فعالیت داشت. او بعداً از نزدیکان سپهبد محمدولی قرنی شد و در سالهای بعد نیز با تشکیل گروه افسران ملی شروع به فعالیت نمود که منجر به بازداشتش در سال ۱۳۵۱ و محکومیت شش ساله او منجر گشت که این دوران در زندان‌های شهربانی و قصر سپری شد. او در زندان با انقلابیونی مانند صفر قهرمانی، مهدی عراقی، محی الدین انواری عبدالرحیم ربانی شیرازی هم‌بند بود. توکلی در سال ۱۳۵۳ با درخواست عفو برا مراسم ۴ آبان آزاد شد.
او بعد از انقلاب جزء جناح نظامی شورای انقلاب شامل: ناخدا احمد مدنی، سپهبد محمدولی قرنی و سرهنگ عزیز امیررحیمی، سرلشکر ناصر فربد و … بود و به فرماندهی عملیات ستاد ارتش منصوب شد. سرهنگ توکلی به دلیل انجام مصاحبه با خبرنگاری آمریکایی و اختلاف با سپهبد قرنی و اعتراض به اعدام امیران ارتش استعفا کرد.
از جمله اتفاقات مهم دوران مسوولیت او حمله چریک‌ها به سفارت آمریکا و اشغال سفارت در ۲۵ بهمن ۱۳۵۷ بود که با حضور توکلی به همراه ابراهیم یزدی به آزادسازی سفارت آمریکا و پایان اولین گروگانگیری انجامید و همچنین حادثه مهم دیگر آزادی امرا و افسران آمریکایی پناه گرفته در ستاد کل ارتش در ۲۲ بهمن ۱۳۵۷ از دست چریک‌ها بود. توکلی در سال‌های بعد از انقلاب هم مدتی زندان بود.

## تألیفات
1. آخرین سقوط آریاها. نصرالله توکلی نیشابوری- bethesda.Meryland-2013- ibex publishers-[۱۳]
2. ایران و استراتژی در عصر جنگ‌های ایدئولوژیک